# Parc provincial d'Aspen Beach
Le parc provincial d'Aspen Beach (anglais : Aspen Beach Provincial Park) est un parc provincial de l'Alberta situé dans le comté de Lacombe. Ce parc de 206,94 ha a été créé en 1932, ce qui en fait le plus ancien de la province.
Cette aire protégée et récréative est située dans la forêt-parc et comprend des plages de sable sur la rive sud du lac Gull. On peut y pratiquer le canoë-kayak et la natation.
Il est situé à 17 km à l'ouest de Lacombe sur la route 12.
En 2023, il reçoit près de 4 millions de dollars du gouvernement provincial pour moderniser ses équipements.